# Alue Seuralen
Alue Seuralen is een bestuurslaag in het regentschap Aceh Barat van de provincie Atjeh, Indonesië. Alue Seuralen telt 30 inwoners (volkstelling 2010).